# Талшицький сільський округ
Талши́цький сільський округ (каз. Талшық ауылдық округі, рос. Талшикский сельский округ) — адміністративна одиниця у складі Акжарського району Північноказахстанської області Казахстану. Адміністративний центр — село Талшик.
Населення — 4655 осіб (2021; 4802 у 2009, 5774 у 1999, 7134 у 1989).
Станом на 1989 рік існували Казанська сільська рада (село Казанське), Колосовська сільська рада (села Тугуржап, Ульгулі) та Талшицька селищна рада (смт Талшик).

## Склад
До складу округу входять такі населені пункти:
| Населений пункт | Старі назви | Населення, осіб (1989) | Населення, осіб (1999) | Населення, осіб (2009) | Населення, осіб (2021) |
| --------------- | ----------- | ---------------------- | ---------------------- | ---------------------- | ---------------------- |
| Казанське, село | -           | 1081                   | 790                    | 500                    | 378                    |
| Талшик, село    | -           | 4535                   | 4074                   | 3754                   | 3988                   |
| Тугуржап, село  | -           | 319                    | 287                    | 125                    | 37                     |
| Ульгулі, село   | -           | 1199                   | 623                    | 423                    | 252                    |